# Liste der Kulturdenkmäler in Rittersheim
In der Liste der Kulturdenkmäler in Rittersheim sind alle Kulturdenkmäler der rheinland-pfälzischen Ortsgemeinde Rittersheim aufgeführt. Grundlage ist die Denkmalliste des Landes Rheinland-Pfalz (Stand: 27. November 2018).

## Einzeldenkmäler
| Bezeichnung            | Lage                                   | Baujahr                           | Beschreibung | Bild                           |
| ---------------------- | -------------------------------------- | --------------------------------- | --- | ------------------------------ |
| Wohnhaus               | Eselstraße 3 Lage                      | 1681                              | Unterstallhaus, Bruchsteinbau, teilweise Fachwerk, bezeichnet 1681; straßenbildprägend | Fotos hochladen                |
| Protestantische Kirche | Kirchstraße 7 Lage                     | 1769                              | spätbarocker Saalbau, bezeichnet 1769 und 1857 (Erneuerung); gotischer ehemaliger Chorturm, teilweise romanisch, Glockengeschoss 1857; Bronzeglocke, 1838 von Renaud, Goncours/Lothringen; Engers-Orgel von 1845; ortsbildprägend                                                                            | Fotos hochladen                |
| Steuerwaldsmühle       | östlich des Ortes am Leiselsbach Lage  | ab 1685                           | kulturlandschaftsbildprägender stattlicher Vierseithof; dreigeschossiges ehemaliges Wohnhaus, teilweise Fachwerk, bezeichnet 1685, Wohnhaus mit Wintergarten, 1920er Jahre, Scheunen und Ställe, teilweise Fachwerk, 18. und 19. Jahrhundert, Kelterhaus um 1900 aufgestockt, Torhaus, Dungkaut, Gartenmauer | weitere Bilder Fotos hochladen |
| Josefsmühle            | westlich des Ortes am Leiselsbach Lage | erste Hälfte des 19. Jahrhunderts | Vierseithof, erste Hälfte des 19. Jahrhunderts; eingeschossiges Wohnhaus mit Mahlraum, bezeichnet 1832 und 1841, Scheune bezeichnet 1819; dreischiffiger kreuzgewölbter Stall, um 1850; landschaftsbildprägende bauliche Gesamtanlage                                                                        | Fotos hochladen                |